# آبشار رامبودا
آبشار رامبودا (به انگلیسی: Ramboda Falls) آبشاری است که در سری‌لانکا واقع شده و ارتفاع کلی ریزشگاه آن ۱۰۹ متر است.